# Боталов, Сергей Геннадьевич
Серге́й Генна́дьевич Боталов (род. 2 июня 1958, Фёдорово) — российский учёный-археолог, историк, доктор исторических наук, действительный член Международной тюркской академии. Ведущий научный сотрудник Южно-Уральского филиала Института истории и археологии УрО РАН, директор Археологического научного центра.

## Биография
Сергей Геннадьевич Боталов − известный уральский археолог, историк-востоковед, писатель-публицист родился 2.06.1958 г. в деревне Федорово Юсьвинского района Пермской области, кандидат исторических наук (1994), доктор исторических наук (2003), действительный член Тюркской академии наук (1999).
Окончил среднюю школу в г. Карталы Челябинской области, поступил в Челябинский государственный педагогический институт (1975). Ещё студентом, выезжая в археологическую экспедицию, заинтересовался неизученным периодом средневековой истории Южного Урала и Северного Казахстана.
С начала 80-х годов С. Г. Боталов руководитель и организатор многочисленных экспедиций по выявлению и исследованию археологических памятников кочевых сообществ урало-казахстанских степей, а также памятников, попадающих в зону строительства канала для переброски сибирских рек в Аральское море. Участвовал в раскопках курганов и городищ в Крыму, Херсонской области, Казахстане.
В 1987 году археологическим отрядом под руководством С. Г. Боталова было открыто укрепленное поселение эпохи бронзы — Аркаим.
C 1994 года является научным сотрудником Института Истории и Археологии Кро РАН (Екатеринбург).
В 2007 году становится профессором ЮУрГУ по курсу Международное регионоведение. Ученый впервые систематизировал и обобщил материалы памятников поздней древности и средневековья, предложил схему хронологического и этнокультурного развития степей Южного Зауралья и Северного Казахстана.
В 80-х годах после раскопок курганов Друженского и Больше-Караганского могильников С. Г. Боталовым впервые была аргументировано, высказана идея об отнесении памятников позднесарматской культуры к погребальным и жертвенно-поминальным комплексам ранних гуннов, с которой были не согласны, прежде всего, специалисты-сарматоведы. В этой связи автор подготовил и опубликовал фундаментальную монографию «Гунны и тюрки» (2009), где обобщил материалы II—VIII вв. с обширной территории евразийских степей — от Ордоса до Карпатской котловины.
В 1996 году С. Г. Боталовым было установлено несоответствие так называемых «курганов с усами» или с каменными грядами с погребальными комплексами тасмолинской культуры раннего железного века. Проведя полномасштабные археологические исследования этого типа памятников (могильники Городищенский IX, Елизаветпольский, Кайнсай и др.) ученый датирует их эпохой раннего средневековья и связывает эти памятники с раннеболгарским населением урало-казахстанских степей (племя дуло в объединении он ок будун [оногур «10 стрел»]), которое сформировалось с постгуннского времени и позднее вошло в Западно-тюркский каганат. Таким образом, С. Г. Боталовым впервые были открыты и интерпретированы урало-казахстанские памятники гуннской и тюркской эпох.
В 1990 году С. Г. Боталов организовал и возглавил археологическое научно-производственное предприятие, занимающееся исследованием памятников, попадающих в зоны строительства, а также организацией и реэкспозицией городских и районных музеев Челябинской области. Предприятие осуществляет многочисленные охранные археологические раскопки на территории города Челябинск.
В 2009 году под руководством С. Г. Боталова был открыт погребальный комплекс Уелги (Кунашакский район, Челябинская область), материалы которого получили всемирную известность. Раскопки этого поликультурного комплекса VIII—IX вв. позволили по-новому подойти к проблеме культурогенеза башкир, венгров, волжских и сибирских татар, кыпчаков, кыргызов и зауральских угров (манси).
С. Г. Боталов автор свыше сотни публикаций и пяти монографий. Взгляды ученого на исторические судьбы древних этносов, населявших территорию Урала, отражены также в художественном научно-популярном сборнике «Номады» (2000; 2017), где в поэтической форме описаны ключевые этапы истории Великой Евразийской Степи.
С. Г. Боталов один из авторов концепции построения экспозиции в Челябинском областном краеведческом музее и создания музея «Народы и технологии Урала» в Южно-Уральском государственном университете (Челябинск).

## Публикации
Автор более 500 научных статей, четырёх монографий и научно-популярного издания «Номады». Среди них:
- Боталов, С. Г. Гунно-сарматы Урало-Казахстанских степей / С. Г. Боталов, С. Ю. Гуцалов. — Челябинск : Рифей, 2000. — 265 с.
- Боталов, С. Г. Курганы с «усами» Урало-Казахстанских степей / С. Г. Боталов, А. Д. Таиров, И. Э. Любчанский ; Рос. акад. наук [и др.]. — Челябинск : Юж.-Урал. фил. ИИА УрО РАН, 2006. — 229 с. : ил.
- Археология Южного Урала. Степь = Archeology of the South Ural. The steppe : (проблемы культурогенеза) / Рос. акад. наук; ред.: С. Г. Боталов [ и др.]. — Челябинск : Рифей, 2006. — 527 с. : ил.
- Боталов, С. Г. Курган у оз. Синеглазово (по раскопкам Н. К. Минко и С. А. Гатцука) // Ранний железный век и средневековье Урало-Иртышского Междуречья : межвуз. сб. / отв. ред.: Г. Б. Зданович [и др.]. — Челябинск, 1987. — С. 105—119.
- Боталов, С. Г. Культурно-хронологическая принадлежность Синеглазовских курганов // Проблемы археологии Урало-Казахстанских степей : межвуз. сб. / Башкир. гос. ун-т им. 40-летия Октября, Челяб. гос. ун-т. — Челябинск, 1988. — С. 126—140.
- Боталов, С. Г. Нуринское погребение VIII—IX вв. // Археология Волго-Уральских степей : межвуз. сб. науч. тр. / редкол.: Г. Б. Зданович (отв. ред.) [и др.]. — Челябинск, 1990. — С. 147—150.
- Боталов, С. Г. Большекараганский могильник II—III вв. н. э. : исследован летом 1987 г. на реке Большая Караганка в Кизил. и Бредин. р-нах // Кочевники Урало-Казахстанских степей : сб. науч. тр. / отв. ред. А. Д. Таиров. — Екатеринбург, 1993. — С. 122—143.
- Боталов, С. Г. Волго-Уральские и Казахстанские степи в VI—VII вв. (Некоторые вопросы тюркизации Урало-Казахстанских степей) // Новое в археологии Южного Урала : сб. науч. тр. / ред. С. А. Григорьев. — Челябинск, 1996. — С. 194—209.
- Боталов, С. Г. Гунно-сарматские памятники Южного Зауралья III—V веков // Новое в археологии Южного Урала : сб. науч. тр. / ред. С. А. Григорьев. — Челябинск, 1996. — С. 178—193.
- Боталов, С. Г. Каменные изваяния и жертвенно-поминальные комплексы Урало-Ишимского Междуречья // Новое в археологии Южного Урала : сб. науч. тр. / ред. С. А. Григорьев. — Челябинск, 1996. — С. 210—244.
- Боталов, С. Г. Памятники раннего железного века в окрестностях села Варна / С. Г. Боталов, А. Д. Таиров // Материалы по археологии и этнографии Южного Урала : тр. музея-заповедника Аркаим / ред. А. Д. Таиров. — Челябинск, 1996. — С. 117—138.
- Боталов, С. Г. Памятники Селенташского типа в Южном Зауралье // Материалы по археологии и этнографии Южного Урала : тр. музея-заповедника Аркаим / ред. А. Д. Таиров. — Челябинск, 1996. — С. 148—158.
- Боталов, С. Г. Погребальные комплексы эпохи бронзы Большекараганского могильника / С. Г. Боталов, С. А. Григорьев, Г. Б. Зданович // Материалы по археологии и этнографии Южного Урала : тр. музея-заповедника Аркаим / ред. С. А. Таиров. — Челябинск, 1996. — С. 64-68.
- Боталов, С. Г. Археологические исследования культурного слоя XVIII—XIX вв. г. Челябинска // Челябинск неизвестный : краевед. сб. / сост. В. С. Боже. — Челябинск, 1998. — Вып. 2. — С. 7-14.
- Боталов, С. Г. Эпоха средневековья Урало-Казахстанских степей II—XI вв. // Урал в прошлом и настоящем : материалы науч. конф. / редкол.: В. В. Алексеев (гл. ред.) [и др.]. — Екатеринбург, 1998. — Ч. 1. — С. 21-25.
- Боталов, С. Г. Бульдозером по истории / С. Г. Боталов, А. Епимахов // Челяб. рабочий. — 1999. — 30 дек.
- Боталов, С. Г. Гунны : (попытка реконструкции культурогенеза) // XIV Уральское археологическое совещание (21-24 апреля 1999 г.) : тез. докл. / под ред. С. А. Григорьева. — Челябинск, 1999. — С. 154—156.
- Боталов, С. Г. Исследования средневекового могильника Агаповский // Археологические открытия 1997 года / ред. В. В. Седов. — М., 1999. — С. 195—197.
- Боталов,, С. Г. О том, что было до нас, рассказывают раскопки историко-культурной части города [Челябинска] // Челябинск. — 1999. — № 5. — С. 42-43.
- Боталов, С. Г. Тюрки (попытка реконструкции этногенеза) // XIV Уральское археологическое совещание (21 апр. 1999 г.) : тез. докл. — Челябинск, 1999. — С. 157—158.
- Боталов, С. Г. Поздняя древность и средневековье // Древняя история Южного Зауралья : в 2 т. / отв. ред. Н. О. Иванова. — Челябинск, 2000. — Т. 2, разд. IV. — С. 207—430.
- Боталов, С. Г. Погребальный комплекс Кесене / С. Г. Боталов, Г. Я. Маламуд // Уфимский археологический вестник : сб. науч. ст. / Ин-т языка и литературы УНЦ РАН. -Уфа, 2001. — Вып. 3. — С. 162—167.
- Боталов, С. Г. Две тысячи лет великого переселения // Аркаим : по страницам древ. истории Юж. Урала : [сб. ст.] / [науч. ред. Г. Б. Зданович; ред.-сост. Н. О. Иванова]. -Челябинск, 2004. — С. 223—252.
- Боталов, С. Г. Номады : стихи, эссе / С. Г. Боталов. — Челябинск : Рифей, 2003. — 423 с. : ил.
- Боталов, С. Г. Осенние всполохи : лирика / С. Г. Боталов. — Челябинск : Рифей, 2003. — 187 с.
- Боталов, С. Г. Город древний, город юный… : беседа с директором науч.-произв. предприятия Челяб. фонда культуры С. Г. Боталовым / записал И. Богданов // Южноурал. панорама. — Челябинск, 1997. — 11 сент.
- Иванова, Н. О. Боталов Сергей Геннадьевич // Челябинская область : энциклопедия : в 7 т. / редкол.: К. Н. Бочкарев (гл. ред.) [и др.].- Челябинск, 2003. — Т. 1. — С. 480.
- Иванова, Н. О. Боталов Сергей Геннадьевич // Челябинск : энциклопедия. — Изд. испр. и доп. / сост.: В. С. Боже, В. А. Черноземцев. — Челябинск, 2001. — С. 112—113.
- Пинкус, М. Шигирский призрак // Челяб. рабочий. — 2002. — 19 сент.
- Фонотов, М. Кочевник тысячелетий : челяб. археолог С. Боталов написал кн. «Номады» // Челяб. рабочий. — 2001. — 13 февр.
- Гунны и тюрки: (ист.-археол. реконструкция). — Рифей, 2009.